# Przylepek brodacznik
Przylepek brodacznik (Alcis jubata) – gatunek motyla z rodziny miernikowcowatych (Geometridae). Jest gatunkiem bardzo rzadko spotykanym. Występuje w wilgotnych borach świerkowych. Nie jest objęty ochroną gatunkową, ale porosty z rodzaju Usnea, na których żyją jego gąsienice, podlegają ścisłej ochronie.

## Wygląd
Samica ma czułka nitkowate, samiec grzebykowate. Skrzydła białawe, czasem z ciemnym, drobnym przyprószeniem. 
Na przednim skrzydle mają bardzo dużą plamkę, połączoną z przednim brzegiem skrzydła. Tylne skrzydło ma 
natomiast drobną plamkę. Przepaski są bardzo słabo zaznaczone, zazwyczaj zachowane w postaci oddzielnych kropek.
Strzępina obu par skrzydeł jest ciemno plamkowata.
Rozpiętość skrzydeł od 24 do 27 mm.
Okres lotu
Motyl pojawia się latem: w czerwcu do końca sierpnia. Gatunek ten jest bardzo aktywny nocą, 
w dzień kryje się na pniach drzew. Spowodowane jest to ubarwieniem skrzydeł. Zimuje w stadium gąsienicy.
Biotop
Gatunek preferuje ostoje porostów krzaczkowatych, znajdujące się w górskich borach świerkowych 
oraz w puszczach i borach mieszanych. Spotykany również na obrzeżach torfowisk wysokich.

## Zasięg występowania
Gatunek występuje w północnej, środkowej i południowej Europie. 
W Polsce występuje w Puszczy Białowieskiej, jest tam jednak coraz rzadziej spotykany.

## Rośliny żywicielskie
Gąsienice żyją na porostach z rodzaju brodaczka (w szczególności na okazach gatunku Usnea barbata) rosnących na świerku i jodle.

## Zagrożenia
Zagrożenie dla tego gatunku stanowią zanieczyszczenia powietrza, na które bardzo wrażliwe są porosty, będące pokarmem gąsienic. Innym zagrożeniem są zjawiska i działania prowadzące do przesuszenia odpowiednich dla tego gatunku wilgotnych siedlisk leśnych.

## Ochrona
Gatunek ujęty w Polskiej Czerwonej Księdze Zwierząt.